# Fordisme

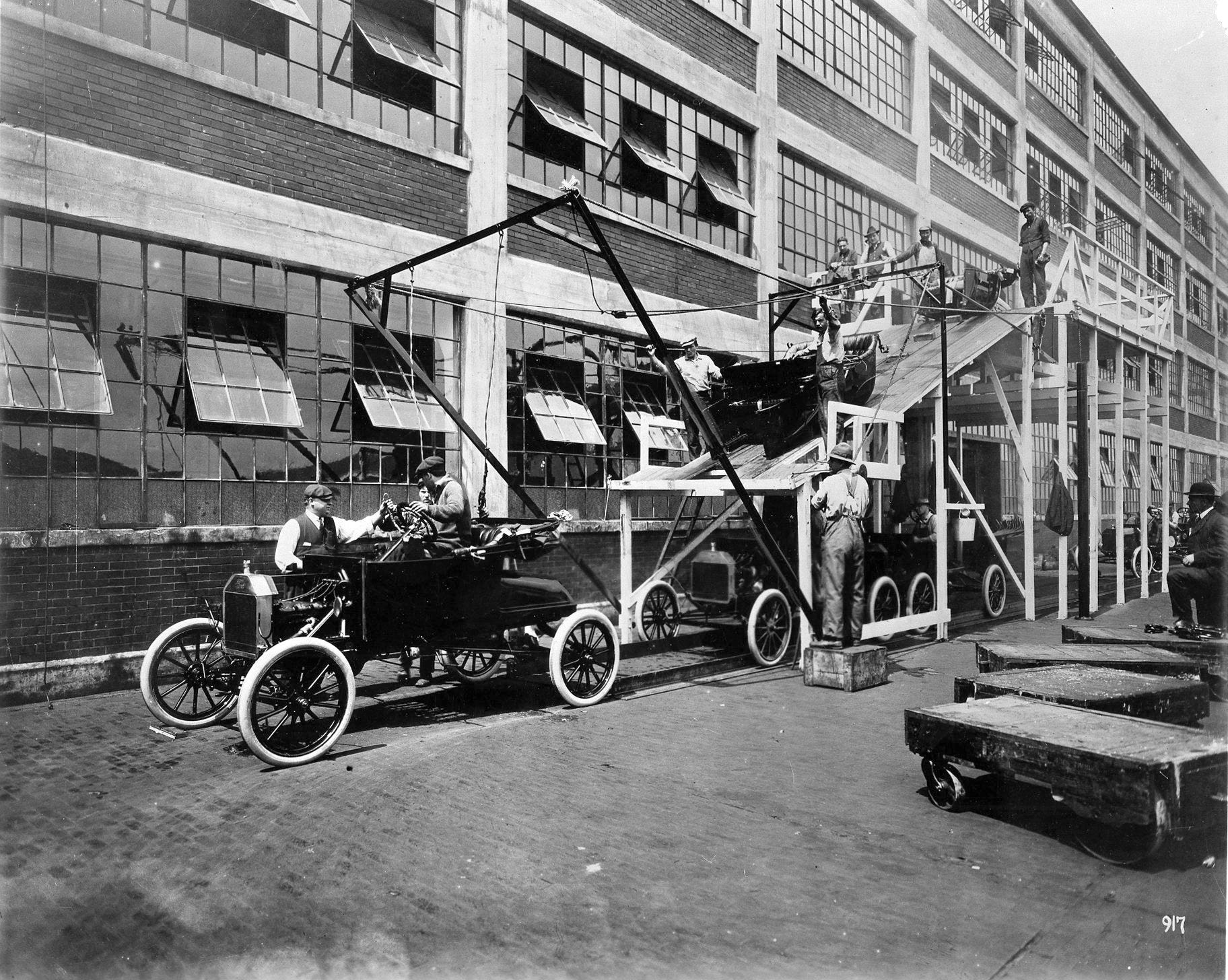
Línia de muntatge de Ford al 1913

El terme fordisme es refereix al sistema de producció en cadena que va derivar directament de la posada en pràctica, per part de Henry Ford, de la cadena de muntatge i tot un seguit de noves tècniques que acabaren marcant un abans i un després en les tècniques de fabricació i producció.
Henry Ford, propietari i director de Ford Motor Company, va haver de traslladar la seva primera fàbrica per poder acollir aquell esdeveniment històric. Varen necessitar-se dos anys per dissenyar i construir la fàbrica de Highland Park, a Detroit, que s'inauguraria l'any 1910. L'any 1978 aquesta planta industrial (ja inactiva) va entrar al Registre de "National Historic Landmarks" dels Estats Units d'Amèrica. Aquest sistema va tenir el seu auge entre finals de la dècada de 1920 i principis de la dècada de 1970. Suposa una combinació de cadenes de muntatge, maquinària especialitzada, salaris alts i un nombre elevat de treballadors en plantilla. Aquest mode de producció resulta rendible sempre que el producte es pugui vendre a un preu baix en una economia desenvolupada.
Henry Ford va aplicar aquesta nova organització de treball fonamentant-se en el taylorisme (fabricació en sèrie juntament amb la fabricació per peces i la posterior divisió del treball) en la seva fàbrica de muntatge de cotxes. Com explicà el mateix Ford, a La meva vida i la meva obra, de 1925: "El nostre primer progrés en la producció va consistir a portar treball a l'obrer, en primer lloc de fer desplaçar l'obrer cap al treball. Avui en dia totes les nostres operacions s'inspiren en aquests dos principis: cap treballador ha de tenir més d'un pas a fer, i sempre que sigui possible, cap treballador s'ha d'inclinar (...). El resultat de l'aplicació d'aquests dos principis és reduir la necessitat de pensar per a l'obrer, i reduir els seus moviments al mínim. Sempre que sigui possible, ha de fer una sola cosa amb un sol moviment (...). Al treballador no se l'ha d'obligar a la precipitació: no ha de tenir un segon més ni menys que el que li faci falta (...). Alguns obrers no fan més que una o dues operacions. (...) L'home que col·loca una peça no la fixa: la peça només pot quedar completament fixada després de la intervenció de diversos obrers."
A canvi d'aquest esforç per part del treballador, Ford es mostrà partidari d'apujar els sous dels treballadors; de retruc es convertien en consumidors (amb més capacitat adquisitiva) dels seus productes. Per altra banda, el fordisme convertí l'automòbil en un producte de consum massiu. Això va marcar l'inici de la societat de consum, així com la popularització de l'automòbil i diverses conseqüències més.

## Antecedents
Henry Ford va incorporar novetats i un nou enfocament a la indústria de l'època, però per fer-ho va necessitar partir d'unes bases que li servissin com a orientació. I és que potser fins aleshores ningú havia implantat la cadena de muntatge a la fabricació, però havia d'existir la investigació i tècniques necessàries perquè es pogués dur a terme. Així com les tècniques de fabricació i verificació van haver d'evolucionar per tal de permetre la fabricació de peces vàlides per al muntatge de manera independent, de manera que no calia que es fabriquessin sobre el model a muntar, era bàsic que aquells models permetessin aquesta tècnica. És a dir, que constessin de peces que es poguessin fabricar i muntar independentment de la resta del model. Es necessitava, doncs, treballar sobre un model compost per parts i no només això, sinó que aquestes parts fossin muntables i intercanviables. La invenció, o millor dit substitució, de models singulars i compactes per models compostos per peces també fou una fita molt important dins el món de la indústria, però no es va acabar d'estendre del tot ni va evolucionar fins que Ford no va utilitzar-la de punt de partida de la seva revolució. I també a la inversa, Henry Ford no hagués pogut desenvolupar tot aquell seguit de noves tècniques i distribucions sense poder fabricar parts intercanviables, potser la part més important del procés.
No fou fins a finals del segle xviii quan es va desenvolupar la tecnologia de la fabricació amb peces intercanviables. Aquesta tècnica nasqué de la mà d'Eli Whitney, un inventor nord-americà nascut l'any 1765. Whitney s'havia inspirat en Honoré LeBlanc, un inventor francès, que fabricava mosquets per l'exèrcit francès de mitjan segle xviii i que va començar a incorporar aquesta tècnica a algunes parts de les seves armes. Whitney va investigar amb nous mosquets que va fabricar per a l'exèrcit dels Estats Units i, posteriorment, va adaptar-ho i incorporar-ho en moltes de les màquines que va crear, com per exemple la més famosa de totes les seves obres, la màquina desmotadora o desgranadora de cotó. Amb això, Eli Whitney va exercir el rol de precursor tecnològic principal dels avenços i incorporacions tecnològiques que Henry Ford va aportar a la indústria.

## El fordisme

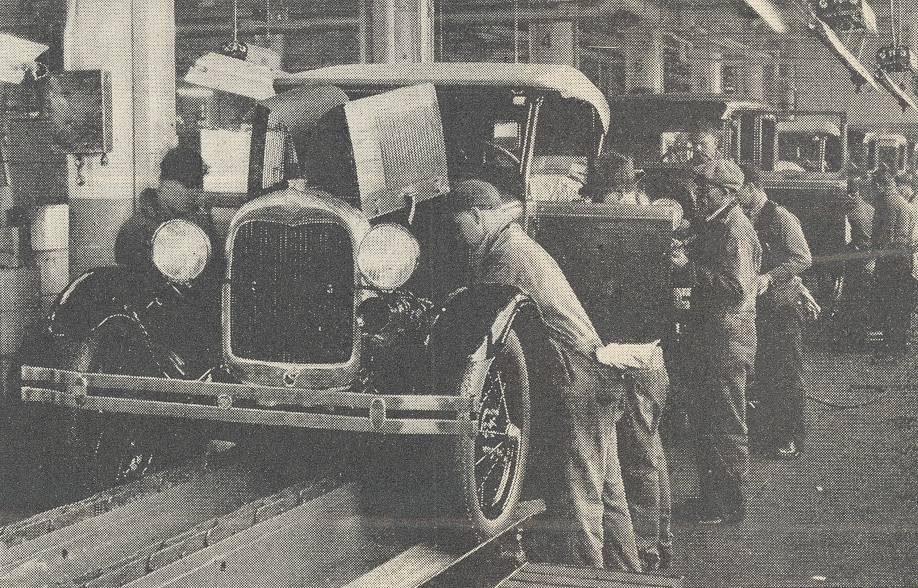
El fordisme suposà la introducció de la cadena de muntatge mòbil.

El fordisme va aparèixer en el segle XX i promogué l'especialització, la transformació de l'esquema industrial i la reducció de costos. Les diferències amb el taylorisme, són més d'ordre quantitatiu que qualitatiu ja que tots dos models compten amb estratègies basades en l'estandardització i el control dels temps de treball que realitza l'obrer. Però la clau de volta del fordisme es que va portar el model taylorista a la seva màxima expressió mitjançant una estratègia d'expansió del mercat amb el conseqüent augment de quantitats i la màxima estandardització. Per primera vegada s'aconseguia la producció en massa que, al seu torn, requeria un consum en massa. Aquest és, doncs, l'element central del nou model: incrementa el volum d'unitats gràcies a la tecnologia d'assemblatge de la "cadena de muntatge", redueix costos de producció per augment de la productivitat del treball, amplia la jornada laboral neta i redueix el "cicle del capital" entre inici de la producció i la venda final. Aquest model fa que el producte final (el cotxe) superi la capacitat de consum de l'elit tradicional i única consumidora amb anterioritat. A la fi, el model fordista s'expandirà als més variats productes de la societat de consum.
Ford tenia clares les seves idees i les va imprimir en el seu model durant la revolució. El seu model T estava fabricat amb materials resistents, lleugers i barats (noves joies llegades de la segona revolució industrial com els acers de vanadi) a la vegada que presentava un disseny sense ornamentació i purament funcional. Un motor robust, de 3 velocitats i 4 cilindres en bloc que permetia unes velocitats puntes de 64 a 72 km/h amb un consum d'uns 11-19 litres cada 100 km que propulsava el cotxe per mitjà de la tracció posterior acabava de lligar el Ford T amb les idees de Henry Ford. Aquest cotxe estava pensat i creat per durar, el sistema que Ford havia creat, la seva revolució, va permetre catapultar l'èxit del cotxe i mantenir-lo al capdamunt de les vendes mundials i mantenir aquella situació. Ford, doncs, havia creat un Imperi. L'únic competidor que s'apropava mínimament a Ford era General Motors des d'Europa, amb un terç de les vendes anuals del Model T per al seu Chevrolet. Però d'alguna manera tots els productors automobilístics de l'època, vist l'èxit de Ford, volien seguir els seus passos. Ford prenia la hipòtesi que el que estava ben fet, estava ben fet i havia de durar, independentment dels gustos de la gent, i la resta de productors es van limitar, senzillament, a copiar-lo.
A les fàbriques apareix un obrer especialitzat amb un estatus major al proletariat de la industrialització i sorgeix la classe mitjana del model nord-americà que es transformarà en la cara visible de l'arquetip del american way. Però, a canvi, el nou sistema exclou el control del temps de producció que tenia el treballador, aquest perd els coneixements necessaris per a fer el seu treball de manera autònoma, d'aquesta manera el capitalista controla els temps de producció. Així, el fordisme i el taylorisme contribuïren a una feina més alienadora amb característiques que porten a l'obrer a perdre el control dels temps de producció.
De retruc el model de Ford contribuí a una organització dels treballadors nord-americans diferent als europeus malgrat que el sindicalisme de classe havia arribat als Estats Units a través de la primera onada d'immigrants europeus fortament lligats al treball artesà i dels gremis de treballadors. En resum, podem comptar com a elements centrals del model fordista: augment de la divisió del treball, major control dels temps productius per part de la direcció de les empreses de la feina dels obrers (control exhaustiu de vinculació temps/execució), reducció de costos, augment de la circulació de la mercaderia (expansió interclasista de mercat), interès en l'augment del poder adquisitiu dels assalariats, polítiques d'acord entre obrers organitzats (sindicat) i el capitalista, i producció en sèrie.
La pregunta és la següent: és millor supeditar l'artístic a la utilitat, o bé la utilitat a la bellesa? Quina seria, per exemple, la funció d'una tetera amb una boca que, a causa d'una intervenció artística, no permetés servir el te? ¿O la d'una pala el mànec de la qual, tan ricament guarnit, ferís la mà de qui la utilitzi? Un automòbil és un producte modern i no s'ha de construir per representar res, sinó per poder prestar el servei al qual està destinat.
Si el pla constructiu d'un objecte està ben estudiat els canvis serien molt escassos i es durien a terme només a les seccions gruixudes de les juntes; en el procés de construcció, en canvi, els canvis seran bastant freqüents i completament espontanis. És el meu orgull que cada peça, cada article que produeixo estigui ben elaborat i sigui robust, i que ningú es vegi obligat a canviar-lo. Un bon automòbil hauria de durar tant com un bon rellotge.

## Lacaiguda de l'imperi

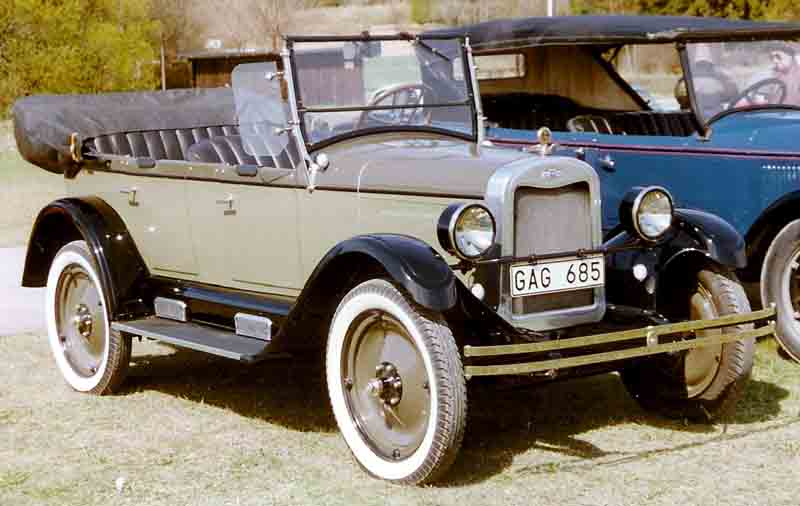
Chevrolet de 1926

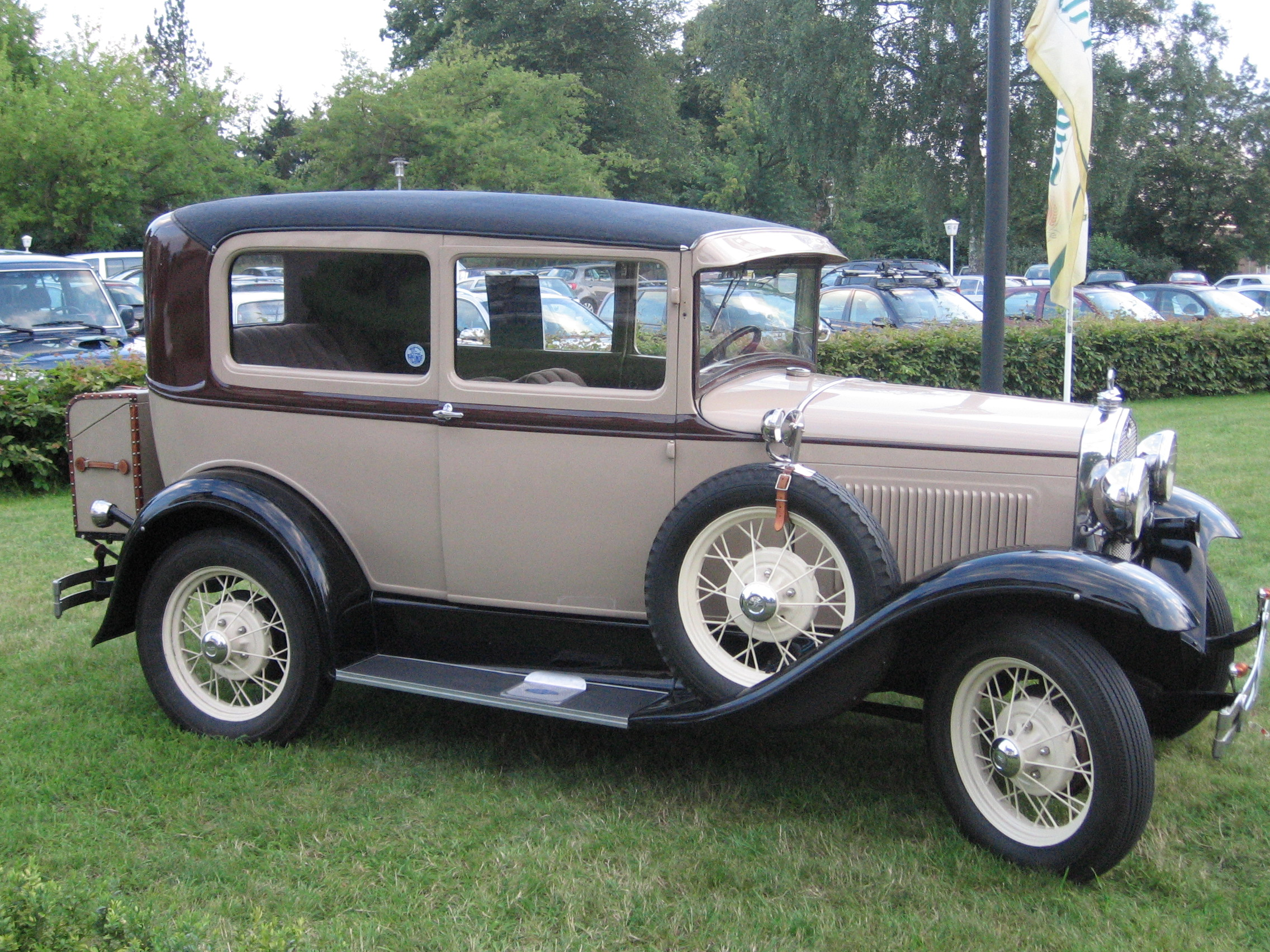
Ford model A de 1930

No fou fins a l'any 1923, quan Alfred P Sloan va entrar a presidir General Motors i va decidir que seguint a Ford mai se'l podria superar, així que va optar per fer un disseny diferent i amb més varietat de colors pel Chevrolet de 1926. Aquell cotxe trencava el panorama monocromàtic i monotemàtic que havia regnat al mercat automobilístic després de la revolució i aquest canvi, aquesta modernització, va ser ben acceptada per la població i aquell mateix any les vendes del Chevrolet van superar les del Ford T. En aquell mateix moment Ford va entendre el missatge. El seu missatge, els seus ideals, fallaven en un punt. El Ford T no havia patit cap mena de modificació des que es va començar a produir l'any 1908 fins aquell moment, i la resta de productors oferien el mateix que Ford en el fallit intent d'imitar-lo, de manera que l'oferta era molt limitada i Ford oferia genuïnitat i millor preu, però no va comptar en el factor del canvi, del progrés, de l'evolució. Potser el seu cotxe estava pensat per durar molt més temps del que va durar, però les tècniques anaven evolucionant, els gustos artístics també i, per tant, els gustos de la gent també. D'aquí deriva la coneguda "atracció per la novetat", i aquesta novetat que trencava els esquemes que Ford havia creat i la resta senzillament havien acceptat la materialitzava el Chevrolet de 1926. L'any 1927, el Ford T va deixar de fabricar-se 19 anys després de la seva primera fabricació. L'any següent, Ford va llançar al mercat el seu Ford Model A, ja d'acord amb aquest reorientament de producció, aquella renovació, que Ford havia entès que era necessària. La resta d'empreses automobilístiques, de Nord Amèrica i d'arreu del món, també van captar el missatge.
D'aquesta manera, amb la lliçó que el món de l'automobilisme va aprendre un cop l'Imperi de Ford va perdre l'esplendor, Ford, per dir-ho d'alguna manera, va acabar afegint un últim capítol a la seva revolució amb la "caiguda" del seu Imperi. Amb la seva caiguda i les conclusions que tothom, ell mateix inclòs, en va extreure es va acabar de completar la revolució.

## Desenvolupament posterior
El model madurarà sota l'esquema econòmic del keynesianisme i el temor a l'expansió dels socialismes reals de tipus soviètic per part del liberalisme capitalista. tot plegat dugué a l'expansió de l'Estat de benestar. Quan el sistema econòmic keynesià i el sistema productiu fordista comencen a esgotar-se a partir dels anys 70 del segle xx, la producció industrial comença a girar cap al model japonès (toyotisme); model que va permetre portar la indústria japonesa des del subdesenvolupament a potència mundial en només dècades. La crisi mundial del mercat del petroli a partir de l'any 1973 inicia la caiguda del model d'estat de benestar i, a principis de la dècada dels 80, els governs dels Estats Units i del Regne Unit impulsen un projecte liberal global.

## La Revolució de Ford

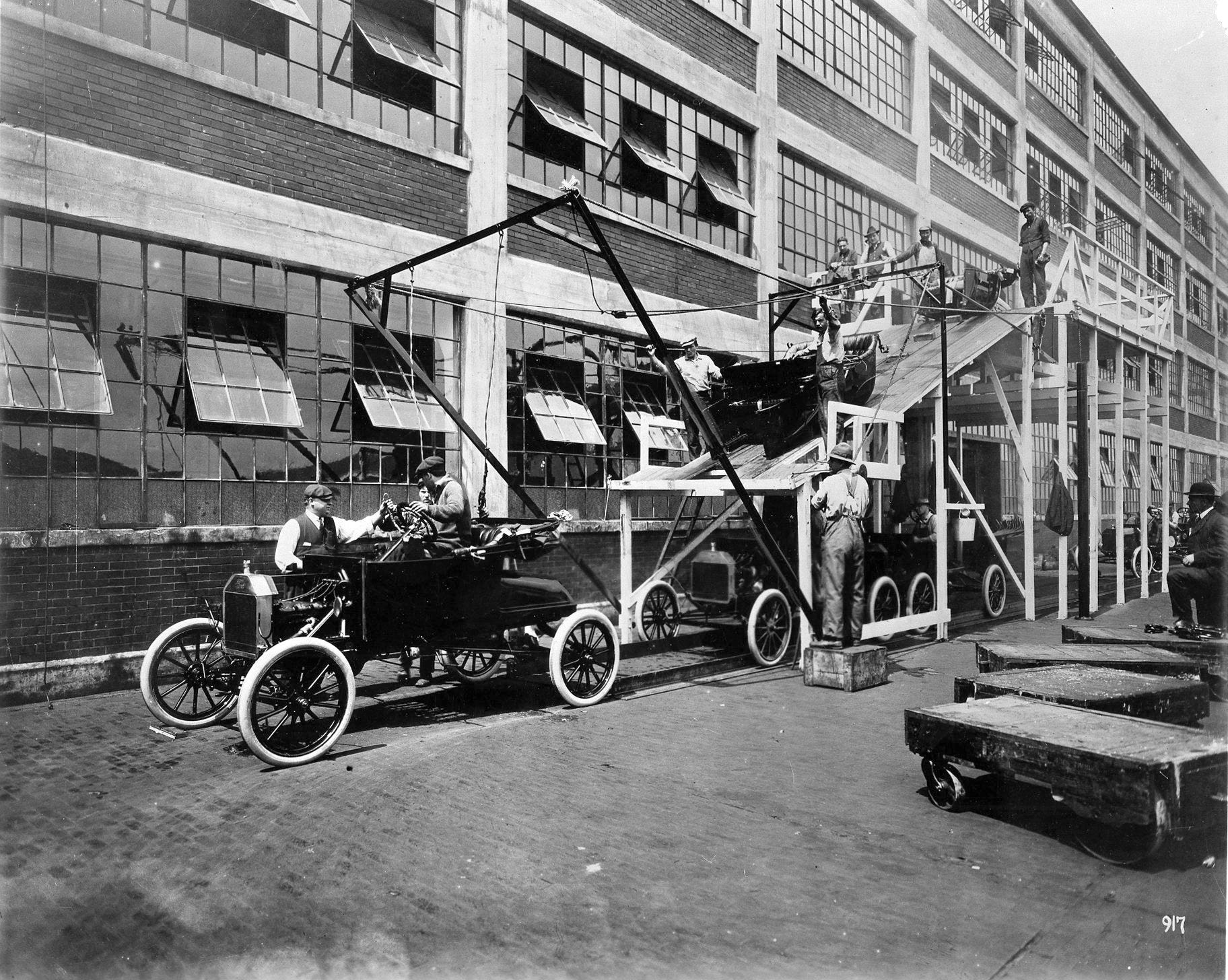
Cadena de muntatge del Ford T

Donada la situació, amb uns recursos productius que tan sols permetien crear automòbils per a la població més benestant a causa del seu cost i un gran nombre de productors competint en un mercat tan petit, les possibilitats d'expansió i progrés de la indústria de l'automòbil requerien ampliar el mercat, és a dir, convertir l'automòbil en un producte més accessible per a un sector més ampli de la societat. És evident, doncs, que calia abaratir els costos de fabricació per, així, poder oferir un preu de venda més competitiu.
El canvi en aquelles tècniques de fabricació consistia a fer el "següent pas" evolutiu a la producció. És a dir, s'havia passat de muntar una única unitat fixa a muntar aquella mateixa unitat essent aleshores mòbil. Aquest pas consistia a efectuar una sèrie de canvis en aquesta estructura i, sobretot, introduir l'element que s'anava a convertir en la clau de la revolució que s'apropava; la cinta transportadora.
Fou Henry Ford qui, per primera vegada, va introduir la cinta transportadora a la indústria. D'aquesta manera el xassís de l'automòbil (la unitat sobre la qual s'anaven muntant les diferents peces) ja no es transportava manualment d'un lloc a l'altre i aquest procés esdevenia automàtic. També va col·locar una plataforma mòbil que es desplaçava des de dalt col·locant les diverses peces sobre el xassís. A més, els obrers no anaven seguint una mateixa unitat, sinó que tenien una posició i una funció específiques assignades que es limitaven a repetir per cada unitat de la cadena. D'aquesta manera la producció no només s'accelerava, sinó que, a més, es tornava automàtica i, sobretot, contínua.

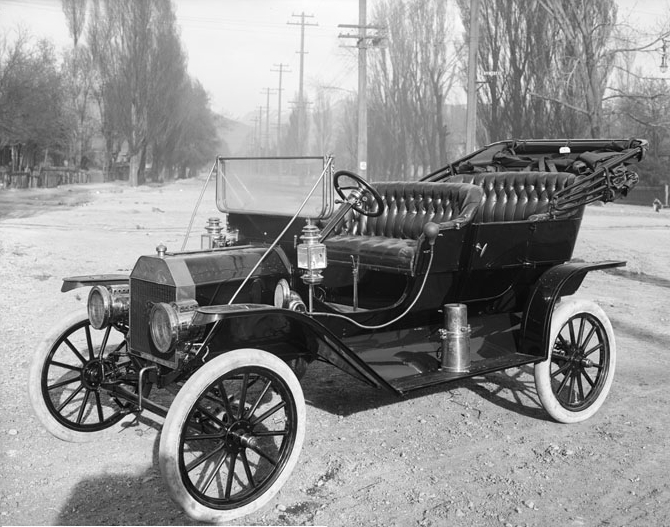
Ford model T de 1910

Amb aquesta reducció del temps de muntatge, el consegüent augment de producció i el sensible èxit inicial va permetre a Ford completar l'últim retoc a la seva revolució que va acabar d'engrandir la seva fita. Els beneficis inicials van permetre pagar als operaris 5 dòlars per 8 hores (quan abans pagava menys per més hores). D'aquesta manera, es va poder introduir un tercer torn de treball a la fàbrica i, així, la producció de la fàbrica va augmentar en un 50% i el temps de producció per unitat del Ford T (el cotxe amb què Ford va introduir tots aquests desenvolupaments) es va reduir de 12,5 hores a 93 minuts, cosa que encara va abaratir més els costos de la producció i augmentar les vendes. El preu de venda del Ford T el 1908 (quan es va llençar al mercat) era de 850 dòlars, l'any 1927 (l'últim any que aquest model es va fabricar) aquest preu ja era de 250 dòlars (equivalent a poc més d'uns 2800 dòlars actuals o d'uns 2050 euros), menys d'una tercera part del preu de 19 anys enrere. Quan la producció del Ford T va finalitzar, les vendes totals durant els 19 anys que havia estat en producció superaven els 15 milions. Concretament, foren 15.007.033 les unitats venudes del Ford T durant aquells 19 anys.
La creació i aplicació de la cadena de muntatge o cadena de producció de Henry Ford no només van aportar beneficis al mateix Ford i a la seva empresa. Precisament el que fa gran aquests canvis a la distribució de planta i als mètodes de fabricació, convertits en revolució, és el gran llegat que van deixar en diversos aspectes, no només en termes de fabricació i producció, valors dels quals la gran majoria segueixen vigents.

### Efectes a la indústria

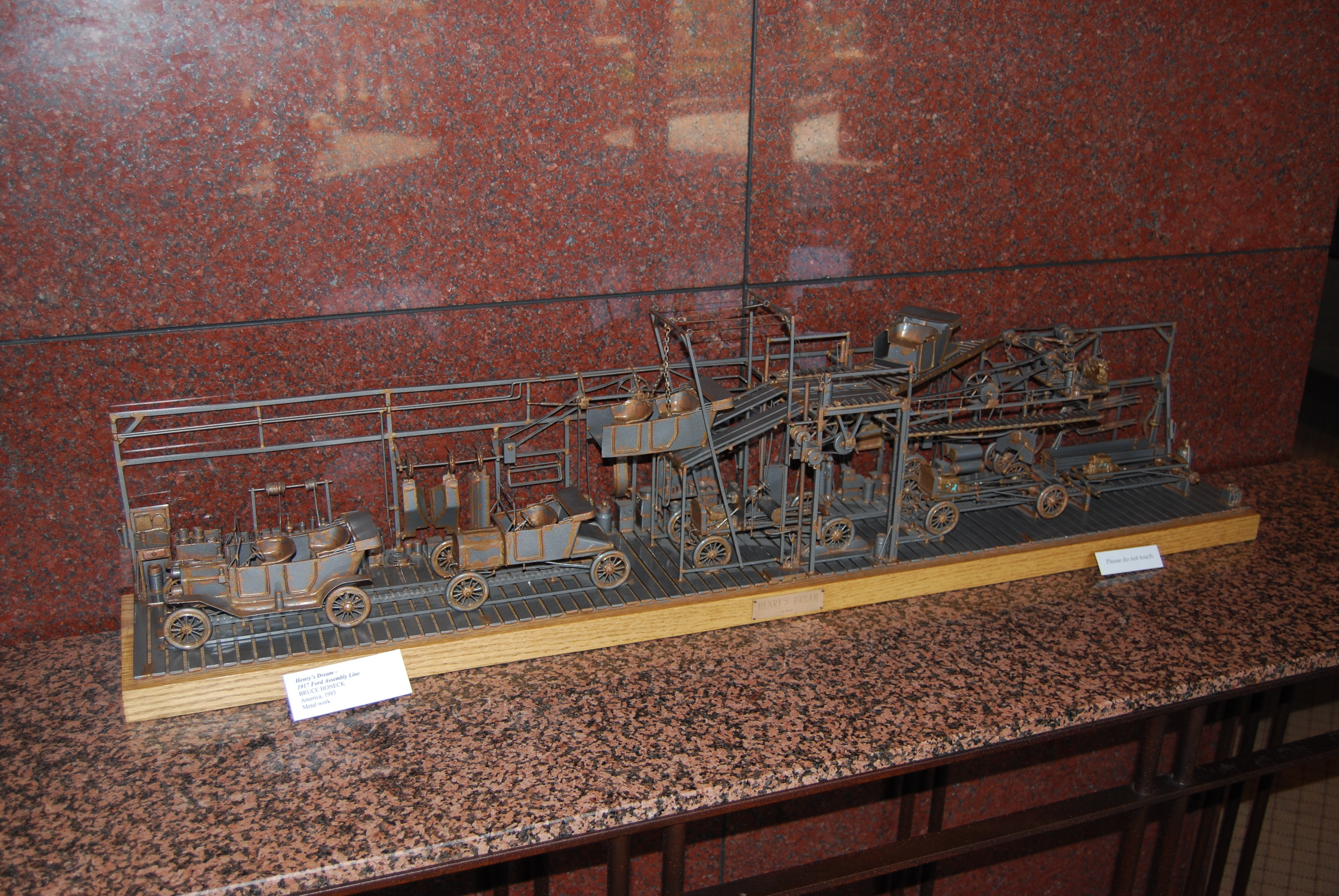
Diorama de la primera cadena de muntatge de Ford per al model T

La producció en massa és una de les components més importants del que es coneix com la Segona Revolució Industrial. L'aparició de la cinta transportadora i de la cadena de muntatge amb la consegüent divisió del treball són els principals elements que conformen aquest fenomen. Totes aquestes novetats van provocar uns augments directes i previsibles de la productivitat, abaratiment de costos i, com a conseqüència, una major producció. Aleshores la competència entre els diferents fabricants o productors va assolir, sobtadament, per dir-ho d'alguna manera, una nova dimensió on els termes anteriorment esmentats, així com els termes de demanda i oferta, havien canviat considerablement, causant un fort sacseig al mapa industrial de l'època.
Lògicament, aquests canvis presentaven una major efectivitat i millors rendiments com més gran fos la producció, de manera que un mercat amb un alt nombre d'ofertants no és l'espai idoni per una empresa per assolir un progrés òptim. Era qüestió de temps que tot aquell conglomerat de petites empreses anés de mica en mica desapareixent, els peixos grans s'anaven menjant els petits, i aquestes petites empreses donaren progressivament lloc al mapa automobilístic (i també general) actual, oligopoli, on per un mateix sector hi conviuen un reduït nombre d'empreses dominants, grans, amb algunes de més secundàries que presenten unes dimensions molt llunyanes a les dominants, amb mercats força diferenciats entre les empreses grans i petites.
Una altra conseqüència directa, del concepte de divisió de treball, és el concepte d'especialització i els sectors d'una empresa. És molt comú en les grans empreses actuals que les tasques estiguin distribuïdes per sectors o seccions de la mateixa empresa que estan especialitzats en la seva matèria i, no només no participen en altres tasques, sinó que els seus integrants ni tan sols estan capacitats per desenvolupar-les. Plantejament que contrasta amb la indústria pre-fordiana, on cada operari havia de participar en tot el procés. Aquesta divisió del treball ha permès, també, progressar en l'àmbit de la recerca i investigació, el conegut R+D+I.

### Efectes al disseny
Les aportacions d'aquesta revolució a l'àmbit del disseny són també força notòries. Les evidències que un canvi en els mètodes i les tecnologies de fabricació també afecten a la manera de dissenyar es varen fer efectives pocs anys després que la revolució de Ford fes de Ford Motor Company una consolidada primera productora mundial d'automòbils. Fins al moment les possibilitats de producció i fabricació limitaven les vendes i el mercat al qual anava destinat el producte. Amb l'aparició de la producció en cadena, aquella producció encara força artesana peça per peça, unitat per unitat, es va substituir per una producció contínua i més barata, és a dir, que es fabricava més quantitat a més baix preu. Aquest fet va ampliar el mercat de manera que compradors de diferents estrats socials podien comprar el mateix producte en una època on les diferències socials estaven fortament marcades. Aquesta democratització de nombrosos productes va crear la necessitat directa per als fabricants de dissenyar en gran part dels casos dues línies del mateix producte; una de gamma alta, destinada a la població més benestant, i una altra de més baixa qualitat destinada a la societat més humil.
Més endavant va aparèixer una nova problemàtica per als productors associada a tots els avantatges productius que la producció en sèrie els havia proporcionat. El fet que els productes poguessin mantenir la seva qualitat amb la fabricació en sèrie va provocar que un cop la producció havia arribat al mercat, la vida útil dels productes era massa llarga en comparació a les possibilitats productives de les empreses. Un producte destinat a durar molt de temps, un cop la població ja se n'ha abastit, la producció es pot aturar fins que no es torni a precisar, cosa fatal per a les indústries. Aleshores va aparèixer la necessitat de renovar-se, reinventar el producte modernitzant-lo o oferint noves coses, de manera que tornés a ser una oferta atractiva al mercat i tornar a tenir vendes. Però per tal que això es fes efectiu s'havia de reduir notablement el temps de vida dels productes que es fabricaven. D'aquesta manera fou com va néixer el concepte del producte d'un sol ús.

### Efectes a l'automobilisme

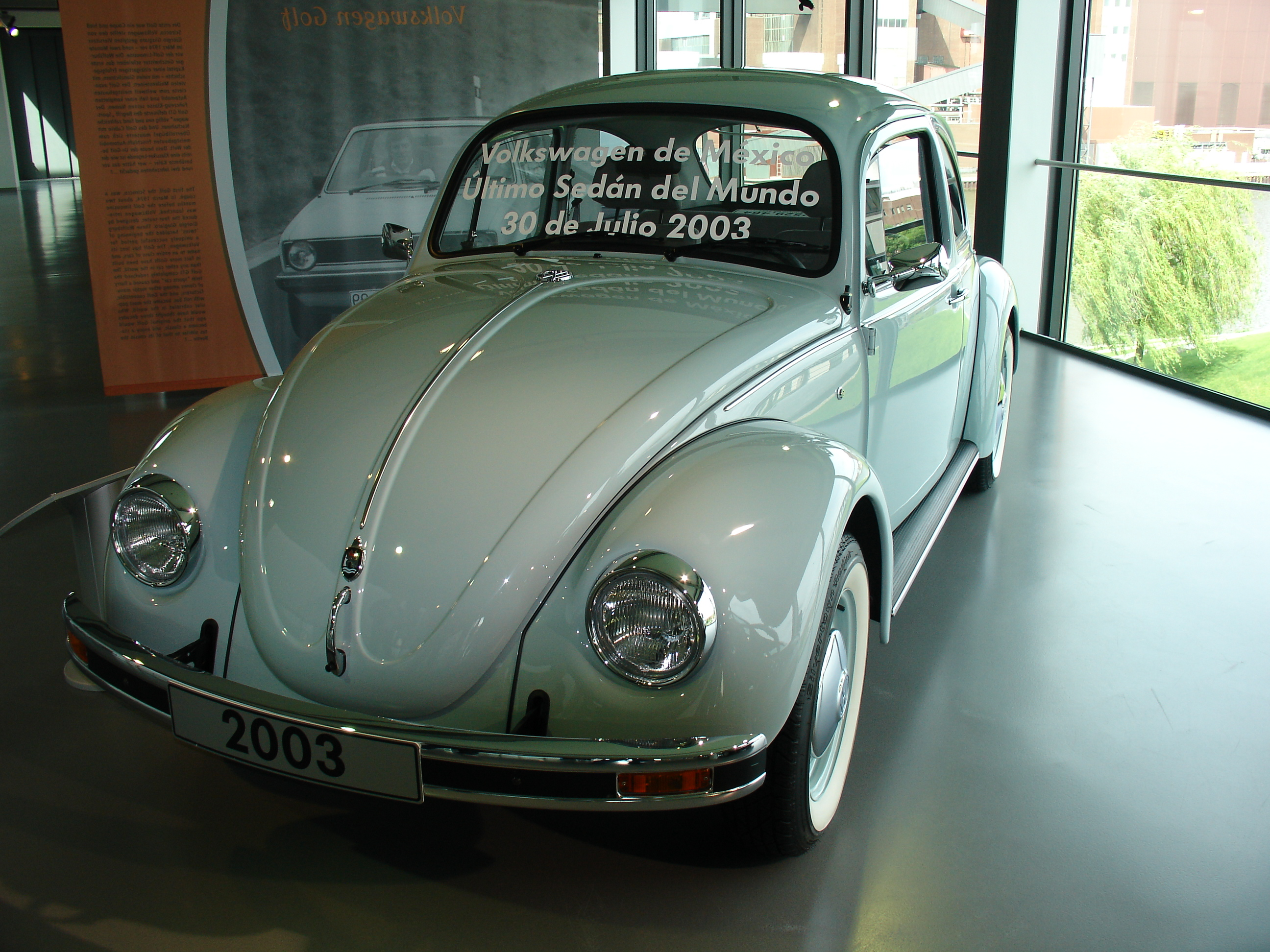
Últim Volkswagen Beetle que es va fabricar. Fabricat l'any 2003 a Mèxic i exposat al museu Volkswagen de Wolfsburg

L'automobilisme seria un cas concret dels dos apartats anteriors en conjunt, però sens dubte va ser l'àmbit on la revolució hi va incidir més directament, ja que la revolució s'havia dut a terme dins l'entorn automobilístic.
Amb l'abaratiment de costos i l'alta producció i el pertinent augment del mercat, l'automòbil va passar de ser un objecte de luxe reservat a una petita porció de la societat, a convertir-se en una eina de treball per a moltes persones del nou mercat. És a dir que l'automòbil entrava en un nou sector de la població, a les classes mitjanes, un sector enormement més ampli que l'anterior mercat. De manera que oferia moltes més possibilitats als fabricants que volien satisfer a tots aquells nous compradors en potència que havien sorgit arran de la revolució. Aleshores, amb els nous conceptes de disseny ja existents i la necessitat de separar els productes destinats als dos tipus de mercat possibles, els fabricants van començar de mica en mica a dissenyar automòbils més destinats a la població de classe mitjana, és a dir, automòbils pel poble (que en alemany podria traduir-se com volks wagen). Justament, després de l'èxit de vendes del Model T de Ford, també concebut com un cotxe per les masses, aquest concepte s'amplià gràcies a l'aparició de Volkswagen. Adolf Hitler, després d'entrar al poder d'Alemanya, va ordenar a Ferdinand Porsche el disseny d'un automòbil "per a la classe obrera, capaç de transportar 2 adults i 3 nens a 100 km/h a un preu no superior als 990 Reichsmarks", i del disseny de Porsche en va sorgir el Volkswagen Beetle l'any 1938. El 17 de febrer de 1972 la producció del Beetle va aconseguir superar la xifra de vendes del Ford T, i el 23 de maig de 1992 aquesta xifra superava els 21 milions.
Posteriorment, i basant-se en aquests fets, la producció d'automòbils va començar un procés d'estratificació i diferenciació. Gràcies a l'aparició (i l'èxit) de l'automòbil del poble, posteriorment es van crear automòbils amb propòsits especials; de luxe, de muntanya, de transport, de competició, militars, industrials, etc.

### Efectes a les tecnologies de fabricació
Quan va canviar la concepció de fabricació, directament també van canviar els mètodes utilitzats per a la producció de peces. És evident que la nova dimensió de producció havia de canviar per força les maneres, eines i procediments per dur-la a terme. A la majoria d'indústries automobilístiques, amb la nova disposició del treball en àrees delimitades i específiques, la maquinària requerida passava a ser més estàtica, de manera que es va facilitar la implantació de màquines fixes a les diferents parts de la cadena de muntatge. Aquestes màquines fixes, amb l'aparició del control numèric cap a la dècada dels 40, van anar patint un procés d'automatització a la vegada que es tornaven més precises i oferien noves possibilitats d'ús i procediments.
El desenvolupament de la nova maquinària també es va veure afavorit per l'extensió de l'ús de l'energia elèctrica durant el període de la segona revolució industrial. Aquest fet va permetre crear màquines noves així com millorar les ja existents. Els processos de soldadura, per exemple, van veure millorada la seva aplicació gràcies a la facilitat que presentava la soldadura elèctrica. Un altre exemple és el de la clau mecànica ajustable (també anomenada clau anglesa). L'ampliació del mercat de l'automòbil i el fet que aquest arribés més a la població va incrementar el nombre d'automòbils existents. Els fabricants, per evitar dificultats a les reparacions, usaven els mateixos tipus de femelles i cargols als automòbils per facilitar la feina als mecànics, ja d'aquesta manera no haurien de tindre tants tipus de claus. Els fabricants anglesos, però, lluny de regir-se per normes de conveni, utilitzaven la seva pròpia mida de femelles i cargols a la vegada que n'usaven de diferents tipus, cosa que obligava els mecànics a canviar de clau. Un mecànic suec va introduir el mecanisme del bis sens fi a la clau convencional fent que aquesta es pogués adaptar a qualsevol tipus de cargol, facilitant així la feina amb els cotxes anglesos. Per aquest esmentat ús destinat primàriament als cotxes anglesos la clau rebé el nom popular de "clau anglesa" tot i ser un invent suec.
Tot i això, potser l'efecte més notori que va tenir la revolució dins aquest àmbit fou l'aparició de les toleràncies en la fabricació de peces, una cosa totalment lògica i directament conseqüent amb les bases i principis de la cadena de muntatge i de la fabricació en sèrie. En la fabricació tradicional les peces es fabricaven individualment i particularment per al bloc concret sobre el que s'estava treballant, potser fins i tot essent la peça fabricada sobre el bloc mateix. Però si es pretenia anar muntant peces ja construïdes sobre un bloc mòbil, aquestes peces s'havien d'haver fabricat ja, de manera genèrica, amb una sèrie de cotes indicadores de les dimensions que les peces havien de tenir per poder muntar-se sobre el bloc. Amb aquesta última condició apareixia la impossibilitat física i material de fabricar dues peces exactament iguals, per motius evidents. Aquestes peces havien de complir totes amb unes mides que no es podien anar adaptant al bloc, ja que es fabricaven a part, de manera que per garantir-ne la possibilitat de muntatge, cada peça anava associada a unes cotes ideals i uns petits intervals que comprenien les petites imperfeccions que els materials podien presentar, els anomenats intervals de tolerància. D'aquesta manera es definien uns petits marges on les dimensions de les peces havien d'estar per poder ser la peça acceptable, d'acord amb la resta de dimensions de les altres peces i, així, assegurar-ne el bon muntatge. Per tal de poder mesurar aquestes imperfeccions i validar-ne el rang admissible eren necessaris aparells de mesura més precisos i noves tècniques de mesura per poder desenvolupar aquesta nova branca de producció, cosa que acabaria desembocant en la metrologia industrial moderna.

### Efectes socials
En el cas particular de Ford (que es pot extrapolar a altres empreses en el sentit general del procés), l'augment d'efectivitat de la fàbrica va suposar uns beneficis inicials que Ford, poc temps més endavant va decidir "invertir" per millorar i va acabar engrandint la seva obra. Ford va reduir la jornada laboral dels seus treballadors a 8 hores diàries a la vegada que apujava el sou fins als 5 dòlars. Aquesta millora notòria de les condicions laborals i de la remuneració va fer que l'oferta de treball a la fàbrica fos molt temptadora i no tingué problemes per completar l'augment de plantilla per introduir el seu tercer torn a la fàbrica, amb tot el que això últim va comportar. La reducció progressiva dels costos de fabricació també va significar que Ford rebaixés el preu del seu model T, de manera que aquest fos més accessible per a una part més gran de la població.
De manera que, al final, els treballadors de la fàbrica veien reduïda la seva jornada laboral i augmentat el seu sou, és a dir que milloraven les seves condicions de vida. Amb aquesta millora social que feien els seus empleats, aquests intentaven aprofitar les seves noves oportunitats per "pujar de categoria" social (en aquella societat molt classista de principis de segle). Comprar un cotxe, aquell element de transport de la burgesia, era una bona manera de fer-ho i Ford els oferia la possibilitat amb la reducció del preu de venda del Ford T. Ford, doncs, va descobrir que una gran manera de veure augmentar la seva productivitat era des de dins, que els seus treballadors visquessin millor i treballessin més a gust. A més, d'aquesta manera Ford també va aconseguir que els seus propis treballadors es convertissin també en clients.
Moltes altres empreses van seguir el model de Ford i les condicions laborals de l'època van millorar significativament gràcies a aquest procés. Durant aquella època, segurament arran d'aquests fets, van sorgir els primers sindicats i grups pro-sindicalistes i en defensa dels drets dels treballadors, fent que cada cop més empreses oferissin condicions similars a les esmentades.